# Belle and the Devotions
Belle and the Devotions est un groupe anglais. Il représente le Royaume-Uni au Concours Eurovision de la chanson 1984.

## Histoire
Le groupe se crée pour mettre en avant la chanteuse Kit Rolfe. En 1984, Laura James et Linda Sofeld le rejoignent afin de participer au concours de sélection pour l'Eurovision. La chanson Love Games, écrite par Paul Curtis et Graham Sacher, l'emporte largement et représentera le Royaume-Uni.
Lors du concours, la délégation britannique fut huée. Selon The Eurovision Song Contest - The Official History de John Kennedy O'connor, la raison viendrait des évènements survenus le 16 novembre 1983. Ce jour-là, à l'issue d'un match de football opposant les équipes anglaises et luxembourgeoises, des hooligans britanniques mirent à sac la ville de Luxembourg, causant de vastes dégâts et suscitant l'indignation de l'opinion publique luxembourgeoise. Il apparaît que, durant les répétitions, trois choristes hors caméra fait la majorité du chant de soutien, tandis que les microphones de Sofeld et James ne sont même pas allumés. Love Games prend la septième place du concours ; il sera onzième des ventes de singles au Royaume-Uni. Le single suivant, All the Way Up, n'a pas de succès, le groupe se dissout.
Kit Rolfe avait déjà participé au Concours Eurovision l'année précédente en tant que choriste pour Sweet Dreams, elle aussi hors champ. Elle l'est encore pour Samantha Janus en compagnie de Hazell Dean en 1991.
Rolfe enregistre ensuite un duo avec Eddie the Eagle qui est un bide.